# Sadie Soverall
Sadie Aileen Soverall (* 17. Januar 2002 in Wandsworth) ist eine britische Schauspielerin.

## Leben und Karriere
Soverall wurde am 16. Januar 2002 in Wandsworth geboren. Sie besuchte die Parkgate House School und später die Emanuel School. Ihr Debüt gab sie 2019 in dem Film Rose Plays Julie. Von 2021 bis 2022 war sie in der Netflixserie Fate: The Winx Saga zu sehen. 
Außerdem bekam sie 2023 in dem Film Little Bone Lodge eine Hauptrolle. Im selben Jahr spielte Soverall in Saltburn mit. Unter anderem wurde sie für die Serie The Gathering gecastet. 2024 setzte Soverall ihre Karriere in Arcadian – Sie kommen in der Nacht fort.

## Filmografie
Filme
- 2019: Rose Plays Julie
- 2023: Little Bone Lodge
- 2023: Saltburn
- 2024: Arcadian – Sie kommen in der Nacht (Arcadian)

Serien
- 2021–2022: Fate: The Winx Saga
- 2024: The Gathering